# Botany Bay (Derbyshire)
Botany Bay – osada w Anglii, w hrabstwie Derbyshire, w dystrykcie South Derbyshire.